# 米爾頓 (紐約州薩拉托加縣普查規定居民點)
米爾頓（英語：Milton）是位於美國紐約州薩拉托加縣的普查規定居民點。

## 人口
根據2020年美國人口普查的數據，米爾頓的面積為3.86平方千米，皆為陸地。當地共有人口4663人，而人口密度為每平方千米1,208.03人。